# QDT Art & Practice
『QDT Art & Practice』（QDT アートアンドプラクティス）はクインテッセンス出版が補綴臨床家、歯科技工士を対象として発行している月刊誌。発行部数17,000部。
1976年に出版された『Quintessence of dental technology』は1984年に『QDT Art & Practice』に改題し、2017年には『QDT』へと改題した。